# Ибатуллин, Урал Галиевич
Урал Галиевич Ибатуллин   (5 марта 1948 год; БАССР, Салаватский район, с. Малояз) — химик-технолог, доктор химических наук (1991), профессор (1991).

## Краткая биография
Родился в  марте 1948 года в селе Малояз. В родном селе закончил 
среднюю школу.
После школы поступил в Уфимский нефтяной институт.
В 1971 году после окончания института остался работать в родном учебном заведении.

## Трудовая жизнь
С 1978 года —  работал в Башкирском научно-исследовательском и проектном институте разведки месторождений нефти.
С 1980 года — работал в Уфимском нефтяном институте, с 1981 года Башкирском государственном университете.
С 1996 года Заместитель директора Научно-исследовательского института безопасности жизнедеятельности РБ.
С 2009 года Заместитель декана химико-технологического факультета БГУ,
с 2011 года Проректор Башкирского межотраслевого института охраны труда, экологии и безопасности на производстве.
Является автором более 350 научных трудов, 53 изобретений и патентов СССР и России, автор 6 монографий и пособий.
Научные труды посвящены исследованию в области химии гетероциклических соединений промышленной экологии, экологического менеджмента, экономики природопользования и экономики труда..

## Семья
Жена — Ибатуллина София Мухаметовна кандидат технических наук. Является заведующей кафедрой информатики Башкирского университета государственной службы и управления.

## Награды
- Заслуженный деятель науки Республики Башкортостан (2003)

## Научные труды
- Обращение с отходами производства и потребления. Уфа, 2005 (соавт.);
- Экологическая безопасность региона: аспекты управления. Екатеринбург, 2008 (соавт.);
- Методы оценки и управления профессиональными рисками. Уфа, 2012 (соавт.).